# Mariotto e Ganozza
(Il Novellino, novella XXXIII - Masuccio Salernitano)
Mariotto e Ganozza sono i protagonisti della trentatreesima novella del Novellino di Masuccio Salernitano, pubblicata postuma nel 1476 e ambientata a Siena. Ispirarono Luigi da Porto per la sua Historia novellamente ritrovata di due nobili amanti, e indirettamente la novella fu una fonte del Romeo e Giulietta shakespeariano.

## Differenze rispetto alla storia di Giulietta e Romeo
Masuccio insiste volentieri, almeno all'inizio, sull'aspetto erotico e spensierato della relazione tra i due amanti. Ganozza trangugia allegramente la pozione (la Giulietta di Shakespeare berrà il narcotico con terrore, e da quei suoi versi usciranno dei presagi sinistri della catastrofe che seguirà di lì a poco). L'ambientazione di Masuccio è solare, mediterranea, priva dell'atmosfera gotica anglosassone, e la morte di un ignoto "onorevole cittadino", precursore del personaggio di Tebaldo, è effetto [non immediato] di una bastonata di Mariotto in seguito ad un'animata discussione. Dopo avere mollato la bastonata, Mariotto si rifugia ad Alessandria d'Egitto, e raggiunto dalla notizia della presunta morte dell'amata, torna a Siena ove viene decapitato dalle autorità per avere violato la presunta tomba di Ganozza. La quale nel frattempo è invece accorsa ad Alessandria vestita da frate per ricongiungersi a lui. Non trovatolo torna quindi a Siena, dove, appresa la notizia della decapitazione di Mariotto, si chiude in un convento per morirvi di dolore poco tempo dopo. Da notare la differenza del finale con il riassunto dello stesso autore (vedi sopra).